# Список керівників держав 370 року
Список керівників держав 370 року — це перелік правителів країн світу 370 року
Список керівників держав 369 року — 370 рік — Список керівників держав 371 року — Список керівників держав за роками

## Європа
- Боспорська держава — цар Савромат V (341-370)
- плем'я вандалів — король Годагисл (359-406)
- плем'я вестготів — вождь Атанаріх (365-381)
- плем'я гунів — цар Баламир (360-378)
- Думнонія — король Конан Меріадок ап Герайнт (340–387)
- Ірландія — верховний король Крімптан МакФідах (365 — 376)
- Римська імперія
  - на заході правив імператор Валентиніан I (364 — 375)
  - на сході правив імператор Валент (364 — 378)
- Святий Престол — папа римський Дамасій I (366 — 384)

## Азія
- Велика Вірменія — цар Пап (370 — 374)
- Диньяваді (династія Сур'я) — раджа Мандала Сур'я (313–375)
- Іберійське царство — йду міжусобиця між царем Митридатом III (365-380) та царем Саурмагом II (370-378)
- Індія
  - Царство Вакатаків — імператор Прітвісена I (355-380)
  - Імперія Гуптів — магараджа Самудрагупта (335–380)
  - Держава Кадамба — цар Кангаварма (365 — 390)
  - Камарупа — цар Пуш'яварман (350-374)
  - Західні Кшатрапи — махакшатрап Рудрасена III (348-380)
  - Кушанська імперія — великий імператор Кіпунада (345-375)
  - Династія Паллавів  — махараджа Кумаравішну I (355-370), його змінив махараджа Скандаварман II (370-385)
  - Раджарата — раджа Буддхадаса (341-370), його змінив раджа Упатісса I (370-412)
- Кавказька Албанія — цар Урнайр (360-371/379)
- Китай (Період шістнадцяти держав)
  - Династія Дай — цар Тоба Шеігянь (338–377)
  - Династія Рання Лян — князь Чжан Тяньсі (363-376)
  - Династія Рання Цінь — імператор Фу Цзянь II (357 — 385)
  - Династія Рання Янь — імператор Мужун Вей (360 — 370), цього ж року державу захопила династія Рання Цінь.
  - Тогон — Мужун Сюйсі (351-371)
  - Династія Цзінь — імператор Сима І (Фей-ді) (365-371)
- Корея
  - Кая (племінний союз) — кимгван Ісипхум (346-407)
  - Когурьо — тхеван (король) Когугвон (331–371)
  - Пекче — король Кинчхого (346-375)
  - Сілла — ісагим (король) Немуль (356 — 402)
- Паган — король Тілі К'яунг I (344 — 387)
- Персія
  - Держава Сасанідів — шахіншах Шапур II (309–379)
- Хим'яр — цар Малкікариб Їхамин II (360-375)
- Чампа — князь Фан Фо (349-377)
- Японія — імператор Нінтоку (313–399)

## Африка
- Аксумське царство — негус Мегадеїс (355-385)

## Північна Америка
- Цивілізація Майя
  - місто Тікаль — цар Чак-Ток-Ічак II (360-377)